# Santa Marta de Magasca (kommunhuvudort)
Santa Marta de Magasca är en kommunhuvudort i Spanien.   Den ligger i provinsen Provincia de Cáceres och regionen Extremadura, i den centrala delen av landet, 230 km väster om huvudstaden Madrid. Santa Marta de Magasca ligger 377 meter över havet och antalet invånare är 248.
Terrängen runt Santa Marta de Magasca är platt. Runt Santa Marta de Magasca är det glesbefolkat, med 13 invånare per kvadratkilometer. Närmaste större samhälle är Trujillo, 19,5 km öster om Santa Marta de Magasca. Omgivningarna runt Santa Marta de Magasca är huvudsakligen savann.